# Kefalovrýsi (Héraklion)
Kefalovrýsi, en grec moderne : Κεφαλοβρύσι, est un village du dème de Viánnos, en Crète, en Grèce. Selon le recensement de 2011, la population de Kefalovrýsi compte 128 habitants. Le village est situé à une altitude de 705 m.